# 大塚翔
大塚 翔（おおつか しょう、1995年7月25日 - ）は、富山県富山市出身のサッカー選手。ポジションはミッドフィールダー。
元サッカー選手で、現サッカー指導者であり、サッカーモンゴル代表監督を務める大塚一朗は実父。

## 来歴
父親の大塚一朗が監督を務める富山第一高校では3年次に主将としてチームを牽引し、全国高校サッカー選手権で同校の初優勝に貢献した。進学した関西学院大学では4年間Bチームで主にプレーした。
2018年、FC琉球へ加入。同年12月2日に地元の富山県総合運動公園陸上競技場で行われた、J3リーグ第34節(最終節)・カターレ富山戦で途中出場し、プロデビューを果たした。
2019年12月3日、契約満了を迎えFC琉球を退団。トライアウトを受け、オーストラリアの州リーグの一つであるクイーンズランド・プレミアリーグに所属する、イプスウィッチ・ナイツFCに移籍した。
2021年2月28日、東京ユナイテッドFCへの加入が発表された。同年限りで退団し、同年12月、オーバーリーガ（ドイツ5部）に所属するMSV1919 ノイルピーンに加入した。
2022年オーバーリーガ（ドイツ5部）に所属するMSV1919 ノイルピーン半シーズンで退団。同年、夏にモンゴル1部リーグのホブドFCに加入した。
2023年に現役を引退。同時に指導者留学の為、イギリスに渡英。
2024年、London Samurai Rovers F.C U-15監督に就任。翌年に帰国し、サッカープライベートレッスンを開講。Aster Football Club 設立。
2025年、夏にCITY.FCの監督に就任。

## 個人成績
| 国内大会個人成績 | 国内大会個人成績       | 国内大会個人成績 | 国内大会個人成績 | 国内大会個人成績                     | 国内大会個人成績 | 国内大会個人成績 | 国内大会個人成績 | 国内大会個人成績 | 国内大会個人成績 | 国内大会個人成績 | 国内大会個人成績 |
| 年度             | クラブ                 | 背番号           | リーグ           | リーグ戦                             | リーグ戦         | リーグ杯         | リーグ杯         | オープン杯       | オープン杯       | 期間通算         | 期間通算         |
| 年度             | クラブ                 | 背番号           | リーグ           | 出場                                 | 得点             | 出場             | 得点             | 出場             | 得点             | 出場             | 得点             |
| 日本             | 日本                   | 日本             | 日本             | リーグ戦                             | リーグ戦         | リーグ杯         | リーグ杯         | 天皇杯           | 天皇杯           | 期間通算         | 期間通算         |
| ---------------- | ---------------------- | ---------------- | ---------------- | ------------------------------------ | ---------------- | ---------------- | ---------------- | ---------------- | ---------------- | ---------------- | ---------------- |
| 2014             | 関学大                 |                  | -                | -                                    | -                | -                | -                | 0                | 0                | 0                | 0                |
| 2015             | 関学大                 |                  | -                | -                                    | -                | -                | -                | 0                | 0                | 0                | 0                |
| 2016             | 関学大                 |                  | -                | -                                    | -                | -                | -                | 0                | 0                | 0                | 0                |
| 2018             | 琉球                   | 24               | J3               | 1                                    | 0                | -                | -                | 0                | 0                | 1                | 0                |
| 2019             | 琉球                   | 24               | J2               | 0                                    | 0                | -                | -                | 0                | 0                | 0                | 0                |
| オーストラリア   | オーストラリア         | オーストラリア   | オーストラリア   | リーグ戦                             | リーグ戦         | リーグ杯         | リーグ杯         | FFA杯            | FFA杯            | 期間通算         | 期間通算         |
| 2020             | イプスウィッチ・ナイツ |                  | FQPL             |                                      |                  |                  |                  |                  |                  |                  |                  |
| 日本             | 日本                   | 日本             | 日本             | リーグ戦                             | リーグ戦         | リーグ杯         | リーグ杯         | 天皇杯           | 天皇杯           | 期間通算         | 期間通算         |
| 2021             | 東京U                  | 27               | 関東1部          |                                      |                  | -                | -                |                  |                  |                  |                  |
| 通算             | 日本                   | 日本             | J2               | 0                                    | 0                | -                | -                | 0                | 0                | 0                | 0                |
| 通算             | 日本                   | 日本             | J3               | 1                                    | 0                | -                | -                | 0                | 0                | 1                | 0                |
| 通算             | 日本                   | 日本             | 関東1部          | \|\|\|\|colspan=2\|-\|\|\|\|\|\|\|\| |                  |                  |                  |                  |                  |                  |                  |
| 通算             | 日本                   | 日本             | 他               | -                                    | -                | -                | -                | 0                | 0                | 0                | 0                |
| 通算             | オーストラリア         | オーストラリア   | FQPL             | \|\|\|\|\|\|\|\|\|\|\|\|\|\|         |                  |                  |                  |                  |                  |                  |                  |
| 総通算           | 総通算                 | 総通算           | 総通算           | 1                                    | 0                | -                | -                | 0                | 0                | 1                | 0                |

- Jリーグ初出場 - 2018年12月2日 J3第34節 vsカターレ富山（富山県総合運動公園陸上競技場）

## 代表歴
- U-16日本代表（2011年）[14]

## タイトル

### クラブ
FC琉球
- J3リーグ：1回（2018年)